# Richard Rober
Richard Rober, all'anagrafe Richard Steven Rauber (Rochester, 14 maggio 1910 – Santa Monica, 26 maggio 1952), è stato un attore statunitense.

## Biografia
Nato Richard Steven Rauber a Rochester (New York) nel 1910, ebbe una carriera assai breve e legata a ruoli prevalentemente di supporto. Dopo essere apparso in diversi lavori teatrali a Broadway, tra cui il musical Oklahoma!, nel ruolo di Jud Fry, Rober arrivò a Hollywood nel 1947. Se si esclude la partecipazione al cortometraggio Sheik to Sheik, risalente al 1936, per Rober il debutto sul grande schermo avvenne con un ruolo non accreditato nel noir Chiamate Nord 777 (1948), cui seguirono altre parti secondarie in successivi film, sempre di genere poliziesco, come Ladri in guanti gialli (1948), Allarme polizia! (1948), Trafficanti di uomini (1949), Lo schiavo della violenza (1949), Il porto di New York (1949).
Dopo diverse pellicole di ambientazione metropolitana, Rober ebbe modo di frequentare anche altri generi cinematografici, come nel western Sierra (1950), e nella commedia Papà diventa nonno (1951) di Vincente Minnelli. Il suo primo e unico ruolo da protagonista maschile assoluto, quello dello sceriffo Ben Kellogg, fu però in un film drammatico, La bambina nel pozzo, girato sempre nel 1951 e incentrato sul delicato tema delle intolleranze razziali. Rober apparve ancora in alcuni western, tra cui Donne fuorilegge (1952) e Il giuramento dei Sioux (1952), nel drammatico I lupi mannari (1952), e in The Rose Bowl Story (1952), una storia di football ambientata in un college americano, in cui ricoprì il ruolo del coach James Hadley. La sua ultima interpretazione cinematografica fu quella di George Rivers, un agente dell'F.B.I., nella commedia Il pilota razzo e la bella siberiana, girata nel 1952 ma apparsa sugli schermi solo nel 1957.

## La morte
La carriera di Richard Rober fu tragicamente interrotta dall'incidente stradale nel quale egli morì il 26 maggio 1952, all'età di 42 anni. Per ironia della sorte, anche il personaggio di Tony Laredo da lui interpretato nel film Il romanzo di Thelma Jordon, girato nel 1948, perdeva la vita nelle medesime circostanze.

## Filmografia

### Cinema
- Sheik to Sheik, regia di Roy Mack (1936)
- Chiamate Nord 777 (Call Northside 777), regia di Henry Hathaway (1948)
- April Showers, regia di James V. Kern (1948)
- Embraceable You, regia di Felix Jacoves (1948)
- Ladri in guanti gialli (Larceny), regia di George Sherman (1948)
- Allarme polizia! (Smart Girls Don't Talk), regia di Richard L. Bare (1948)
- Trafficanti di uomini (Illegal Entry), regia di Frederick de Cordova (1949)
- Fate il vostro gioco (Any Number Can Play), regia di Mervyn LeRoy (1949)
- Aquile dal mare (Task Force), regia di Delmer Daves (1949)
- Lo schiavo della violenza (The Woman on Pier 13), regia di Robert Stevenson (1949)
- Il porto di New York (Port of New York), regia di László Benedek (1949)
- Il romanzo di Thelma Jordon (The File on Thelma Jordon), regia di Robert Siodmak (1950)
- Fuoco alle spalle (Backfire), regia di Vincent Sherman (1950)
- Sierra, regia di Alfred E. Green (1950)
- Il deportato (Deported), regia di Robert Siodmak (1950)
- Venticinque minuti con la morte (Dial 1119), regia di Gerald Mayer (1950)
- Prego sorrida! (Watch the Birdie), regia di Jack Donohue (1950)
- Papà diventa nonno (Father's Little Dividend), regia di Vincente Minnelli (1951)
- El gringo (Passage West), regia di Lewis R. Foster (1951)
- Il grande bersaglio (The Tall Target), regia di Anthony Mann (1951)
- La bambina nel pozzo (The Well), regia di Leo C. Popkin (1951)
- Il cavaliere del deserto (Man in the Saddle), regia di André De Toth (1951)
- Donne fuorilegge (Outlaw Women), regia di Sam Newfield e Ron Ormond (1952)
- Kid Monk Baroni, regia di Harold D. Schuster (1952)
- La giostra umana (O. Henry's Full House), regia di Henry Hathaway e Howard Hawks (1952)
- The Rose Bowl Story, regia di William Beaudine (1952)
- Il giuramento dei Sioux (The Savage), regia di George Marshall (1952)
- I lupi mannari (The Devil Makes Three), regia di Andrew Marton (1952)
- Il pilota razzo e la bella siberiana (Jet Pilot), regia di Josef Von Sternberg (1957)

### Televisione
- Rebound - serie TV, 1 episodio (1952)
- Schlitz Playhouse of Stars - serie TV, 1 episodio (1952)
- Crown Theatre with Gloria Swanson - serie TV, 1 episodio (1953)